# 蹄叶橐吾
蹄叶橐吾（学名：Ligularia fischeri）为菊科橐吾属的植物。分布于日本、朝鲜、不丹、蒙古、锡金、尼泊尔、俄罗斯以及中国大陆的四川、贵州、陕西、浙江、甘肃、河南、湖北、湖南等地，生长于海拔100米至2,700米的地区，多生在水边、草甸子、灌丛中、山坡、林缘及林下，目前尚未由人工引种栽培。